# Życie konsekrowane
Życie konsekrowane – w niektórych Kościołach chrześcijańskich (np. katolicyzm, prawosławie) tryb życia poświęconego w szczególny sposób Bogu i pracy dla dobra Kościoła. Często wynika ze złożonych ślubów.
Po soborze watykańskim II w Kościele katolickim można wyróżnić następujące formy życia konsekrowanego:
- Wspólnotowe:
  - zakony i zgromadzenia zakonne;
  - stowarzyszenia życia apostolskiego;
  - instytuty świeckie.
- Indywidualne:
  - dziewice konsekrowane;
  - wdowy konsekrowane;
  - pustelnicy.